# Завиша, Кшиштоф
Кшиштоф Завиша (ок. 1600 — 23 января 1670) — государственный деятель Великого княжества Литовского, ловчий великий литовский (1629—1637), писарь великий литовский (1637—1649), маршалок надворный литовский (1649—1654) и маршалок великий литовский (1654—1669), каштелян виленский (1669—1670), староста минский (1631—1645) и браславский (с 1645).

## Биография
Представитель шляхетского рода Завишей герба «Лебедь». Сын подскарбия великого литовского Андрея Завиши (ок. 1557—1604).
Занимал ряд крупных государственных должностей в Великом княжестве Литовском. В 1639 году — маршалок Трибунала ВКЛ, в 1642 году Кшиштоф Завиша был избран маршалком сейма Речи Посполитой. В 1646 году — посол на сейм.
В 1649 году Кшиштоф Завиша получил должность маршалка надворного литовского, а в 1654 году стал маршалком великим литовским. В 1655 году Кшиштоф Завиша стал участником Тышовецкой конфедерации, направленной против Швеции. В 1669 году был назначен каштеляном виленским.
В 1659 и 1661 годах избирался депутатом от сената в Трибунал Великого княжества Литовского.

## Семья и дети
Жена — Катаржина Тышкевич, дочь воеводы минского Петра Тышкевича (1571—1631) и княжны Регины Головчинской (? — 1640).
Дети:
- Анджей Казимир Завиша (ок. 1618—1678), староста минский, писарь великий литовский (с 1650)
- Ян Ежи Завиша (ок. 1620—1671), староста браславский
- Анна Констанция Завиша, жена подкомория великого литовского Феликса Яна Паца (ок. 1615 — ок. 1700).